# Gladys Lanza
Gladys Lanza (Tegucigalpa, 1942 - Tegucigalpa, 17 de septiembre de 2016) fue una feminista y activista de los derechos humanos hondureña.

## Trayectoria
Lanza fue la Presidenta del Sindicato de Trabajadores de la Empresa Nacional de Energía Eléctrica de Honduras (Stenee), la vicepresidenta de la Federación Central de Sindicatos Libres de Honduras (Fecesitlih), Secretaria de la Federación Unitaria de Trabajadores de Honduras (FUTH) y fue la Coordinadora General del Movimiento de Mujeres por la Paz Visitación Padilla.
Su trabajo sindical fue de fuerte oposición a las privatizaciones. Defendió los derechos humanos en momentos en que los militares hondureños cometían todo tipo de atropellos y denunció la violencia contra las mujeres.